# Acétylacétone
Pour les articles homonymes, voir ACAC.
L'acétylacétone est un composé organique de formule chimique C5H8O2. Cette dicétone nommée selon la nomenclature IUPAC : pentane-2,4-dione, bien que cette dénomination puisse être soumise à délibération (voir ci-après), puisqu'elle ne décrit pas exactement la structure du composé.

## Propriétés

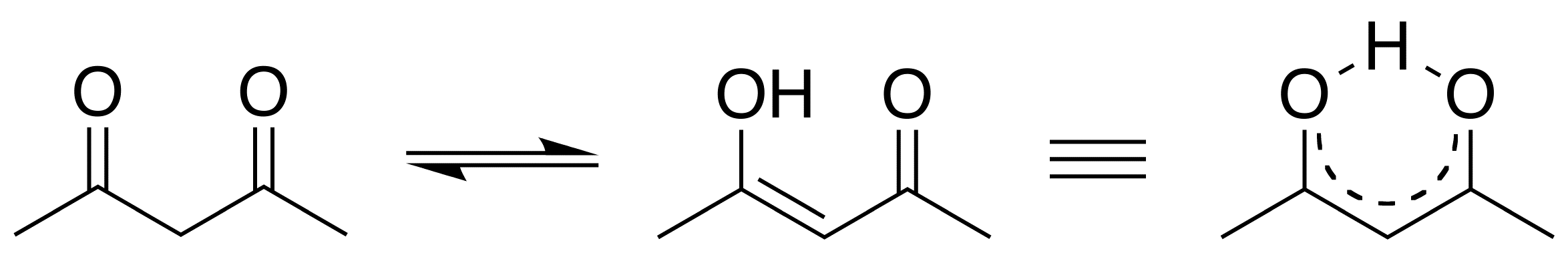
Figure 1 : tautomérie de l'acétylacétone.

Les formes tautomères énol et cétone de l'acétylacétone coexistent en solution, comme montré figure 1.
La symétrie C2v de la forme énol (forme à droite pour l'équilibre décrit figure 1) a été observée via différentes méthodes incluant la spectroscopie micro-ondes. La liaison hydrogène de l'énol réduit la répulsion stérique entre les deux groupes carbonyles. La constante d'équilibre K entre les deux formes tautomères est de 11,3 en phase gazeuse. Cette constante tend à croître dans les solvants apolaires :
dans le cyclohexane : 42; dans le toluène : 10; dans le THF : 7,2; diméthylsulfoxyde : 2; et dans l'eau : 0,23.

## Préparation
Deux procédés classiques sont utilisés pour synthétiser l'acétylacétone. Dans le premier, l'acétone et l'anhydride acétique réagissent grâce à l'addition de BF3 utilisé comme catalyseur.
(CH3CO)2O + CH3C(O)CH3 → CH3C(O)CH2C(O)CH3
Le second procédé implique la condensation catalysée par base de l'acétone et de l'acétate d'éthyle, suivie par une acidification :
NaOEt + EtO2CCH3 + CH3C(O)CH3 → NaCH3C(O)CHC(O)CH3 + 2 EtOH
NaCH3C(O)CHC(O)CH3 + HCl → CH3C(O)CH2C(O)CH3 + NaCl
En raison de la facilité de procéder à ces synthèses, de nombreux analogues des acétylacétonates sont connus. On peut ainsi citer : C6H5C(O)CH2C(O)C6H5 (dbaH) et (CH3)3CC(O)CH2C(O)CC(CH3)3. L'hexafluoroacétylacétonate est très largement utilisé, en particulier pour générer des complexes de métaux volatils.

## Ion acétylacétonate
L'ion acétylacétonate C5H7O2−, également noté acac−, est la base conjuguée du pentane-2,4-dione. En réalité l'anion libre n'existe pas en solution (il est lié à un cation comme Na+), mais en pratique il constitue un modèle utile.

## Chimie de coordination
L'anion acétylacétonate forme des complexes avec de nombreux ions de métaux de transition dans lesquels les deux atomes d'oxygène se lient au métal pour former un anneau de chélation à six membres. On peut citer parmi ces complexes : Mn(acac)3, le VO(acac)2, Fe(acac)3, et Co(acac)3. Tout complexe de la forme M(acac)3 est chiral (ils ne sont pas superposables à leurs images dans un miroir), comme indiqué sur la figure 2.

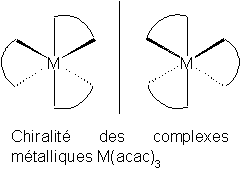
Figure 2 : chiralité des complexes de type M(acac)_{3}.

De plus, les complexes M(acac)3 peuvent être réduits par voie électrochimique, avec un taux de réduction dépendant du solvant et du centre métallique. Les complexes double ou triple du type M(acac)2 et M(acac)3 sont typiquement solubles dans des solvants organiques, contrairement aux halogénures de métaux liés. En raison de ces propriétés, ces complexes sont très largement utilisés comme précurseurs ou réactifs de catalyse. Les applications les plus importantes incluent leur utilisation en tant que « réactifs de déplacement » RMN, comme catalyseurs pour les synthèses organiques, et comme précurseurs pour les catalyseurs d'hydroformylation.
C5H7O2− se lie parfois aux métaux par son atome de carbone central; ce mode de liaison est plus commun pour les métaux de transition de la troisième période comme le platine (II) ou l'iridium (III).

### Exemples d'acétylacétonates de métaux

#### Acétylacétonate de cuivre(II)
Le Cu(acac)2, préparé par traitement de l'acétylacétone avec du Cu(NH3)42+ et disponible dans le commerce, catalyse les réactions de couplage et de transferts de carbènes.

#### Acétylacétonate de cuivre(I)
Contrairement au chélate de cuivre II, l'acétylacétonate de cuivre I est une espèce oligomérique réactive à l'air. Il est employé pour catalyser les réactions de Michael.

#### Acétylacétonate de manganèse(III)

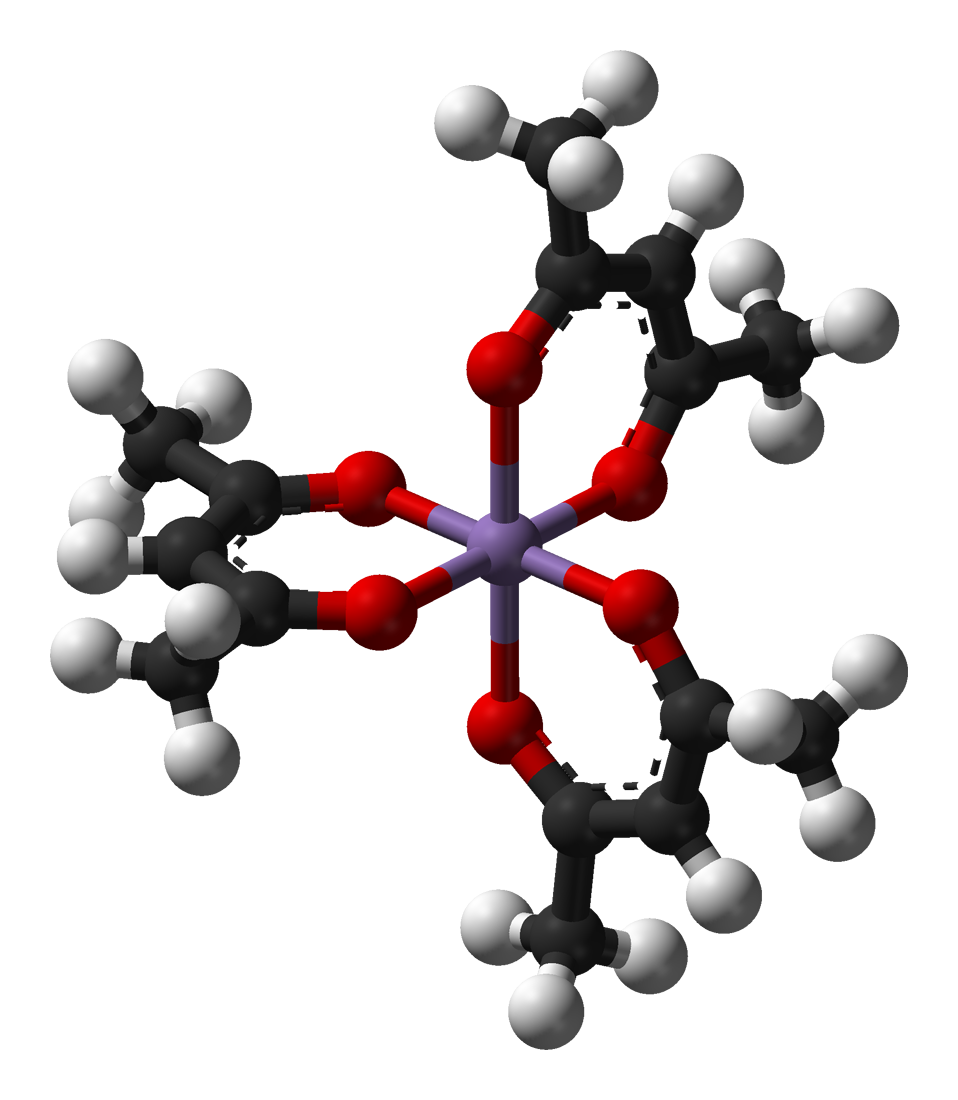
Modèle moléculaire boules-bâtonnets de Λ-Mn(acac)_{3}, avec une élongation quadratique de Jahn-Teller.

Mn(acac)3, oxydant monoélectronique, est communément utilisé pour le couplage des phénols. Il est préparé par réaction directe de l'acétylacétone et du permanganate de potassium. En termes de structure électronique, Mn(acac)3 est un composé haut-spin. Sa structure octaédrique distordue traduit les distorsions géométriques dues à l'effet Jahn-Teller. Les deux structures les plus communes de ce complexe sont les suivantes : une avec une élongation quadratique, l'autre avec une compression quadratique. Dans l'élongation, deux liaisons Mn-O mesurent 2,12 Å alors que les quatre autres mesurent 1,93 Å. Dans le cas de la compression, deux liaisons Mn-O mesurent 1,95 Å alors que les quatre autres mesurent 2,00 Å. Les effets de l'élongation quadratique sont plus significatifs que les effets de la compression quadration.

#### Acétylacétonate de nickel
Ce composé n'est pas le composé de formule Ni(acac)2, mais le trimère [Ni(acac)2]3. C'est un solide vert émeraude soluble dans le benzène, qui est très utilisé dans la préparation des complexes Ni(O). Exposé à l'atmosphère, [Ni(acac)2]3 se transforme en l'hydrate monomère vert crayeux.

#### Acétylacétonate de chrome(III)
Il s'agit d'un composé de formule Cr(C5H7O2)3, utilisé en spectroscopie RMN.

#### Acétylacétonates à liaisons carbone
C5H7O2− se lie parfois aux métaux par le carbone central (C3) : ce mode de liaison est plus courant pour les métaux de transitions de la troisième période comme le platine (II) et l'iridium (III). Les complexes Ir(acac)3 et les bases de Lewis adduites correspondantes Ir(acac)3L (ou L est une amine) comprennent un ligand acac carbone-lié. Le spectre infrarouge des acétylacétonates oxygène-liés sont caractérisés par des bandes νCO d'énergie relativement basse (1 535 cm-1), alors que dans les acétylacétonates carbone-liés, la vibration du carbonyle se produit plus près de la gamme d'énergie pour le C=O cétonique, c'est-à-dire à 1 655 cm-1.

## Autres réactions avec l'acétylacétone
Parmi les autres réactions impliquant l'acétylacétone, on peut citer :
- les déprotonations : des bases très fortes déprotoneront l'acétylacétone doublement, démarrant en C3 et mais aussi en C1. Les espèces résultantes peuvent être ensuite alkylées en C-1.
- comme précurseur pour hétérocycles : l'acétylacétone est un précurseur polyvalent pour les hétérocycles. L'hydrazine réagit pour donner des pyrazoles, l'urée donne des pyridimines.
- comme précurseur pour les imino-ligands liés : l'acétylacétone se condense avec les amindes pour donner, de manière successive, les mono- et di-dicétimines dans lesquelles les atomes d'oxygène dans l'acétylacétone sont remplacés par NR (ou R = aryl, alkyl).
- dépression enzymatique : l'enzyme acétylacétone dioxygénase coupe la liaison carbone-carbone de l'acétylacétone, produisant ainsi de l'acétate et le 2-oxopropanal. L'enzyme est dépendante au Fe (II), mais il a cependant été prouvé qu'elle pouvait lier aussi le zinc. La dégradation de l'acétylacétone a été caractérisée pour la bactérie Acinetobacter johnsonii[12]. C5H8O2 + O2 → C2H4O2 + C3H4O2
- Arylation : l'acétylacétonate déplace les halogénures depuis certains acides benzoïques halogéno-substitués. Cette réaction est catalysée par le cuivre. 2-BrC6H4CO2H + NaC5H7O2 → 2-(CH3CO)2HC)-C6H4CO2H + NaBr

### Sources bibliographiques
- E. J. Parish, S. Li "Copper(II) Acetylacetonate" in Encyclopedia of Reagents for Organic Synthesis (Ed: L. Paquette) 2004, J. Wiley & Sons, New York. DOI 10.1002/047084289
- N. Barta, "Bis(acetylacetonato)zinc(II)" in Encyclopedia of Reagents for Organic Synthesis (Ed: L. Paquette) 2004, J. Wiley & Sons, New York. DOI 10.1002/047084289X.rb097